# ليوناردو دوس سانتوس ليما
ليوناردو دوس سانتوس ليما (24 فبراير 1991 في البرازيل – )؛ هو لاعب كرة قدم برازيلي كان يلعب كمهاجم.

## وصلات خارجية
- ليوناردو دوس سانتوس ليما على موقع رابطة كرة القدم اليابانية للمحترفين (اليابانية)
- ليوناردو دوس سانتوس ليما على موقع قاعدة بيانات كرة القدم.إي يو (الإنجليزية)
- ليوناردو دوس سانتوس ليما على موقع Soccerway.com (الإنجليزية)